# 도이역 (후쿠오카현)
도이역(일본어: 土井駅 どいえき[*])은 일본 후쿠오카현 후쿠오카시 히가시구에 위치한 규슈 여객철도 가시 선의 철도역이다. 상대식 승강장 2면 2선의 구조를 갖춘 지상역이다.

## 타는 곳
| 1 | ■ 가시 선 | (상행) | 가시 · 사이토자키 방면 |
| 2 | ■ 가시 선 | (하행) | 조자바루 · 우미 방면   |

## 역 주변
- 서일본 철도 도이 영업소

## 역사
- 1904년 1월 1일 : 하카타완 철도가 개설.
- 1942년 9월 22일 : 하카타완 철도 기선이 5개 사로 합병해서 서일본 철도가 설립해, 이 회사의 가스야 선으로 한다.
- 1944년 5월 1일 : 서일본 철도의 사이토자키역 - 우미역 간이 전시 매수에 의해 국유화되어, 운수통신성이 승계.
- 1980년 3월 31일 : 화물 업무 취급 폐지.
- 1987년 4월 1일 : 일본국유철도 분할 민영화에 의해, 규슈 여객철도가 승계.
- 1988년 7월 21일 : 위탁 역무원을 배치.
- 2009년 3월 1일 : IC카드 SUGOCA 사용 개시.
- 2015년 3월 14일 : 무인화. 그것에 수반해, ANSWER 시스템 도입.

## 인접 역
| 가시 선                      | 가시 선   | 가시 선        |
| ---------------------------- | --------- | -------------- |
| 마이마쓰바라 사이토자키 방면 | ■ 가시 선 | 이가 우미 방면 |